# Hendea hendei
Hendea hendei är en spindeldjursart som först beskrevs av Henry Roughton Hogg 1920.  Hendea hendei ingår i släktet Hendea och familjen Triaenonychidae. Inga underarter finns listade i Catalogue of Life.